# Пхова (язык)
Пхова (Phowa, Puwa) — диалектный континуум, на котором говорит народ фула в Китае. Существует три основных разновидности пхова — ани, лабо, хлепхо. Хлепхо может быть близка к языку пхукха, чем ани и лабо. Использование языка уменьшается, при чём две трети населения говорят на пхова.

## Диалекты
- Ани (Ani Phowa, Anipho, Flowery Phu, Hua Phu, Laotshipu, Pho, Phula) распространён в районе Янцзе округа Кайюань, районе Сибэйлэ округа Мэнцзи провинции Юньнань. Имеет диалекты дахэйнэнский, даюншэнский и сибэйлэ.
- Лабо (Asaheipho, Asahopho, Ekhepho, Labo Phowa, Labopho, Pho, Phula, White Phu, Zemapho) распространён в поселениях Бэйгэ, Лаочжай, Лэбайдао, Мачжэшао, Чжунхэин, Янгай округа Кайюань провинции Юньнань.
- Хлепхо (Abo, Boren, Bozi, Conehead Phula, Cowtail Phula, Daizhanpho, Digaopho, Flowery Phula, Hlepho Phula, Hua Phula, Jiantou Phula, Minjia, Niuweiba Phula, Paola, Pho, Phula, Sandaohong Phula, Shaoji Phula, Sifter Basket Phula, Thrice Striped Red Phula, Xiuba) распространён в округах Вэшань, Мэнцзи, Пинбянь, в поселении Аше округа Яньшань, в поселении Бэйгэ округа Кайюань провинции Юньнань. Диалект похож на языки кхлула, лабо, пхукха.